# Kostel Nanebevzetí Panny Marie (Jihlava)
Kostel Nanebevzetí Panny Marie je farní kostel farnosti Jihlava-Matky Boží a jakožto část funkčního celku minoritského kláštera kulturní památka v Jihlavě. Byl zbudován v polovině 13. století řádem minoritů, jehož jihlavský konvent jej dosud spravuje, v přechodném, románsko-gotickém stylu, v 30. letech 18. století byl barokizován.

## Popis

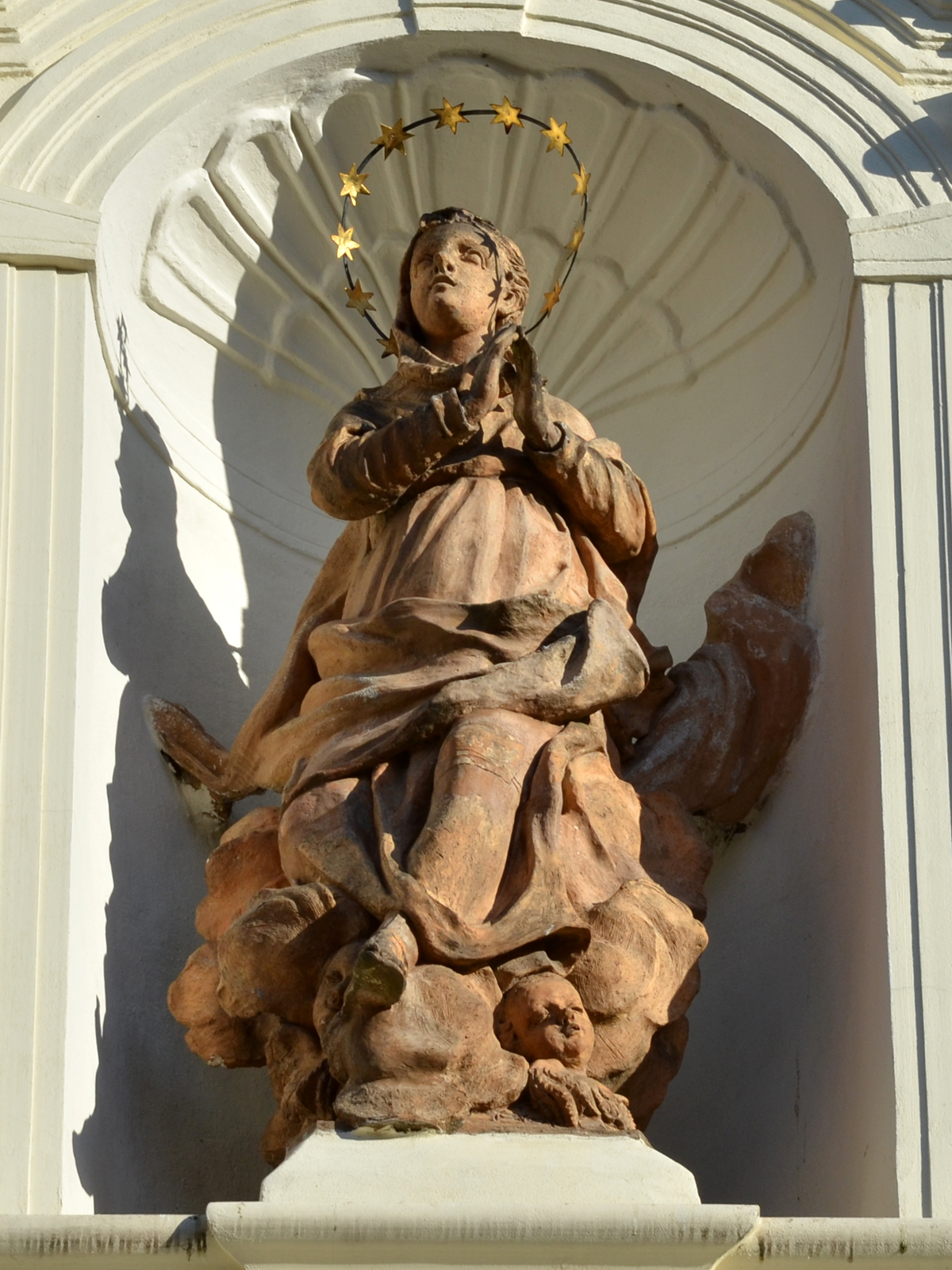
Václav Kovanda, Panna Marie

Kostel Nanebevzetí Panny Marie je svým průčelím v ulici Matky Boží začleněný do městské zástavby, k východní straně přiléhá Minoritské náměstí. Stojí v blízkosti brány Matky Boží na západě hrazeného jádra města Jihlavy.
Kostel je majetkem Provincie Řádu minoritů v ČR; v kostele se denně slouží mše svaté.
Kostel není orientovaný, jeho protáhlé kněžiště směřuje k jihu. Má tři lodi, od nichž je kněžiště odděleno příčnou lodí. V západní straně příčné lodi je zřízena kaple Božského Srdce Ježíšova (původně kaple Nanebevzetí Panny Marie a svaté Anny). Nad křížením příčné lodi s lodí hlavní se vypíná cihlová osmiboká zvonice. Se západní lodí je v severní části spojena kaple Panny Marie Pomocné (původně kaple svatého Václava). Průčelí kostela zdobí pětice soch umístěných ve výklencích: zcela nahoře socha Panny Marie, v prostřední dvojici svatý Bonaventura a svatý Ludvík z Toulouse, ve spodní dvojici svatý František z Assisi a svatý Antonín z Padovy.
Z výzdoby interiéru kostela lze uvést zejm. nástěnný obraz Přepadení Jihlavy v r. 1402, snad nejstarší veduta znázorňující město Jihlavu, a dále trojici soch světic Barbory, Markéty a Kateřiny. V kapli Božského Srdce Ježíšova bývá od adventu do hromnic vystaven veliký betlém.

## Historie
Kostel Nanebevzetí Panny Marie vznikl spolu s klášterem v počátcích města Jihlavy, snad kolem poloviny 13. století. Ze 13. století pochází většina obvodových zdí i klenby lodí i kněžiště. Rozšířen byl kostel v 80. letech 14. století o dvě kaple při západní lodi a nad křížením o osmibokou zvonici. Na přelomu 15. a 16. století bylo prodlouženo kněžiště, uzavřeno pětibokým závěrem a na jeho východní straně přistavěna kaple svatého Wolfganga. Barokní přestavby se kostel dočkal ve 30. letech 18. století. Bylo zbudováno průčelí s dvěma dvojicemi pilastrů a výklenky pro sochy a vstupní předsíň. Nad předsíní pak v roce 1756 kruchta.
Hřbitov při kostele byl zrušen ve druhé polovině 16. století. S výstavbou přilehlých měšťanských domů kostel pozbyl své původní dominantní postavení. Podobné důsledky mělo i zvýšení okolního terénu kostela o 100–120 cm.

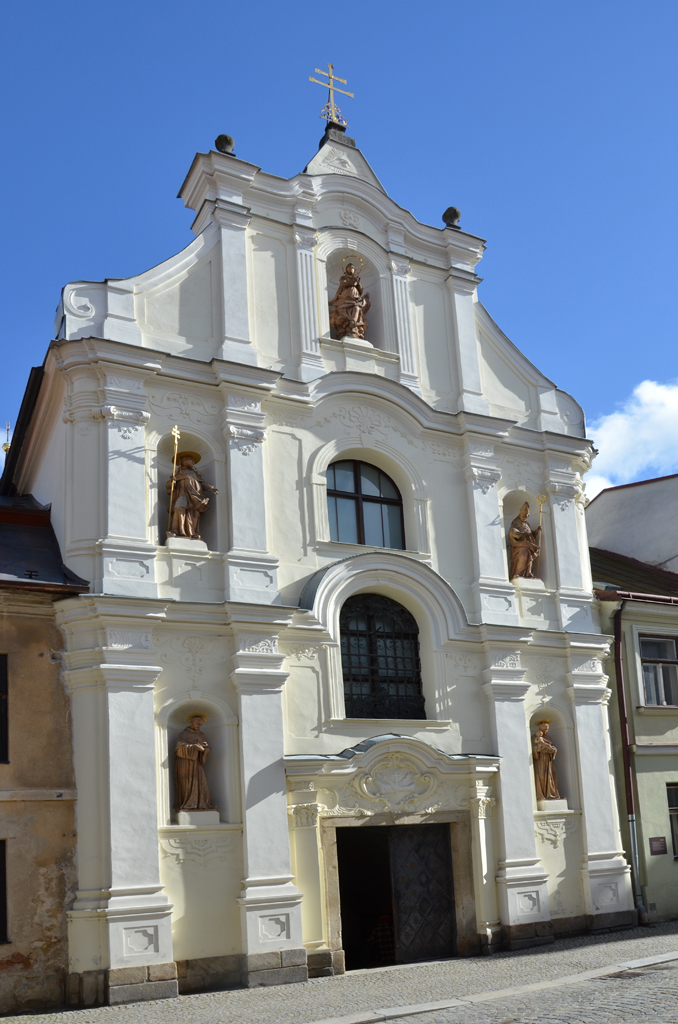
průčelí kostela
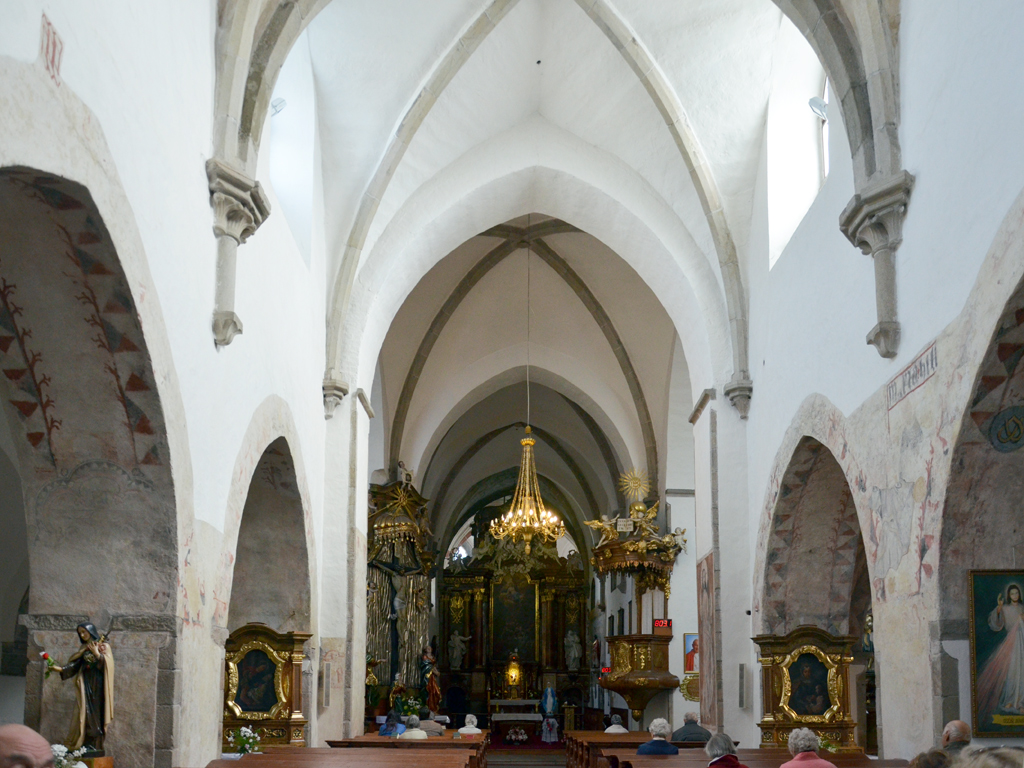
pohled do hlavní lodi
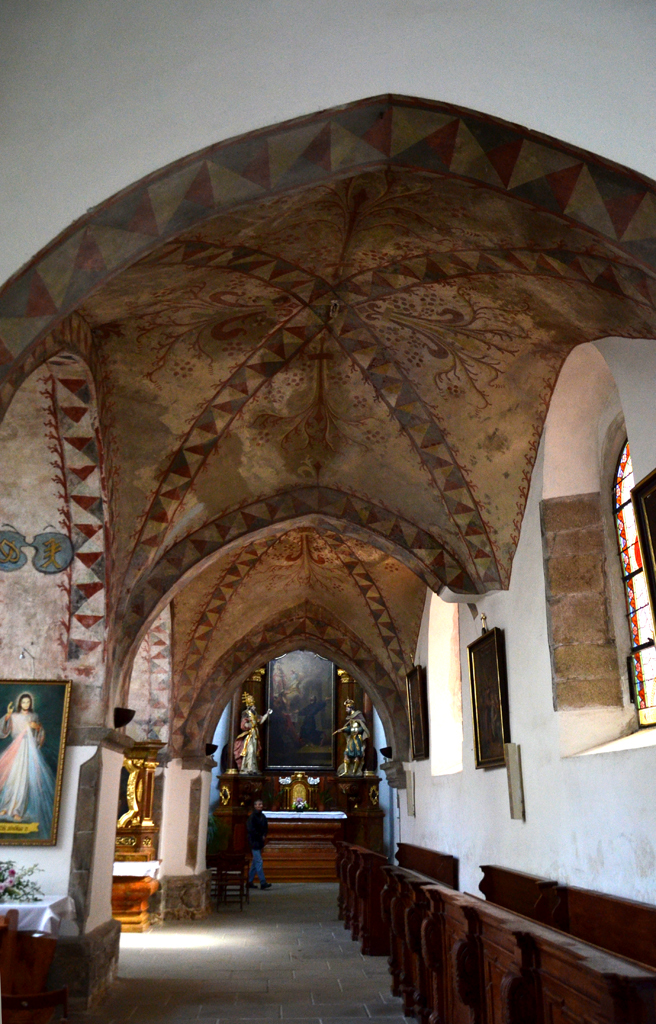
pravá postranní loď
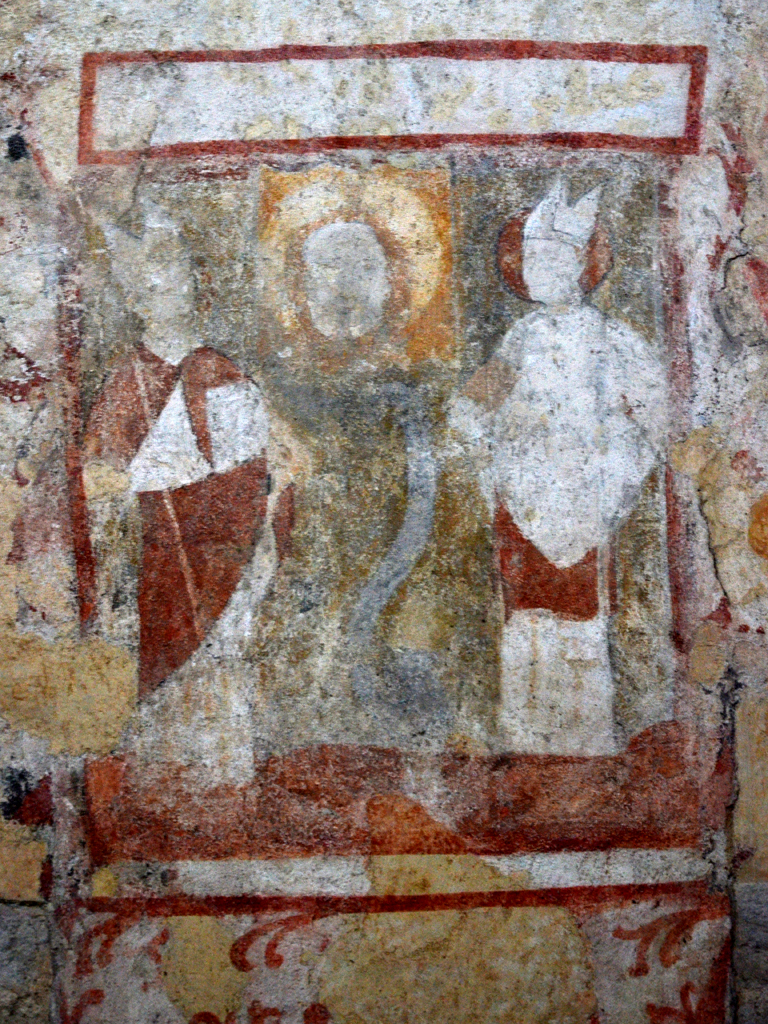
nástěnné malby

Za josefínských reforem byla při kostele Matky Boží zřízena roku 1784 farnost se světským farářem, jemuž byli minorité kaplany; správu farnosti převzali minorité roku 1800. Klášterní komplex byl Provincii Řádu minoritů v ČR vrácen jako historický majetek roku 1998.
V klášterní zahradě jsou umístěny zbylé čtyři plastiky ze zaniklé Křížové cesty.